# Renault Type KD
Der Renault Type KD war ein Personenkraftwagenmodell der Zwischenkriegszeit von Renault. Er wurde auch 18 CV genannt.

## Beschreibung
Die nationale Zulassungsbehörde erteilte am 22. März 1923 seine Zulassung. Vorgänger war der Renault Type JS. Im gleichen Jahr endete die Produktion. 1924 folgte der Renault Type LZ.
Der wassergekühlte Vierzylindermotor mit 95 mm Bohrung und 160 mm Hub hatte 4536 cm³ Hubraum. Die Motorleistung wurde über eine Kardanwelle an die Hinterachse geleitet. Die Höchstgeschwindigkeit war je nach Übersetzung mit 61 km/h bis 85 km/h angegeben.
Bei einem Radstand von 356 cm und einer Spurweite von 144 cm war das Fahrzeug  469 cm lang und 170 cm breit. Der Wendekreis war mit 15 bis 16 Metern angegeben. Das Fahrgestell wog 1500 kg. Überliefert sind nur Tourenwagen.
Das Fahrgestell kostete 54.000 Franc.